# استنلی مک‌کریستال
استنلی مک‌کریستال (به انگلیسی: Stanley McChrystal) (زادهٔ ۱۴ اوت ۱۹۵۴) ژنرال ۴ ستارهٔ ارتش ایالات متحده آمریکا است.

## زندگی نظامی
مک‌کریستال از سال ۲۰۰۳ تا ۲۰۰۸ فرمانده عملیات‌های ویژه مشترک پنتاگون در عراق بود و رهبری عملیاتی را بر عهده داشت که منجر به پیدا کردن و قتل ابومصعب زرقاوی شد.
مک‌کریستال در سال ۲۰۰۶ نیز پس از افشای اینکه گروهی از زیردستان او در اردوگاه نعمه بغداد به سوء رفتار با زندانیان و روش‌های خشونت‌آمیز بازجویی دست زده‌اند، مورد انتقاد قرار گرفت.
وی از سال ۲۰۰۹ به‌طور همزمان فرماندهی نیروهای بین‌المللی کمک به امنیت (آیساف) و نیروهای نظامی آمریکا در افغانستان را بر عهده دارد.
او در دوران فرماندهی خود در افغانستان چهرهٔ کاملاً متفاوتی نسبت به دیگر فرماندهان نظامی آمریکایی داشته و همواره به دنبال کاهش تلفات غیرنظامی و عملیات‌های هوایی ناتو بوده و در عوض، به گفتگوی بیشتر با بزرگان قومی افغانستان اعتقاد داشته و روابط بسیار نزدیکی را نیز با حامد کرزی دارد.
وی همچنین به دلیل نقشش در جریان قتل پت تیلمان سرباز آمریکایی و بازیکن سابق ان‌اف‌ال که بر اثر آتش نیروهای خودی کشته شد، مورد انتقاد قرار گرفته‌است. البته گزارش ژنرال بازرس پنتاگون وی را در جریان این حادثه از هرگونه تخلف از مقررات نظامی تبرئه کرده ولی اقدام وی در مورد عدم آگاه کردن خانواده تیلمان از نحوه کشته شدن او را خطا تشخیص داد.

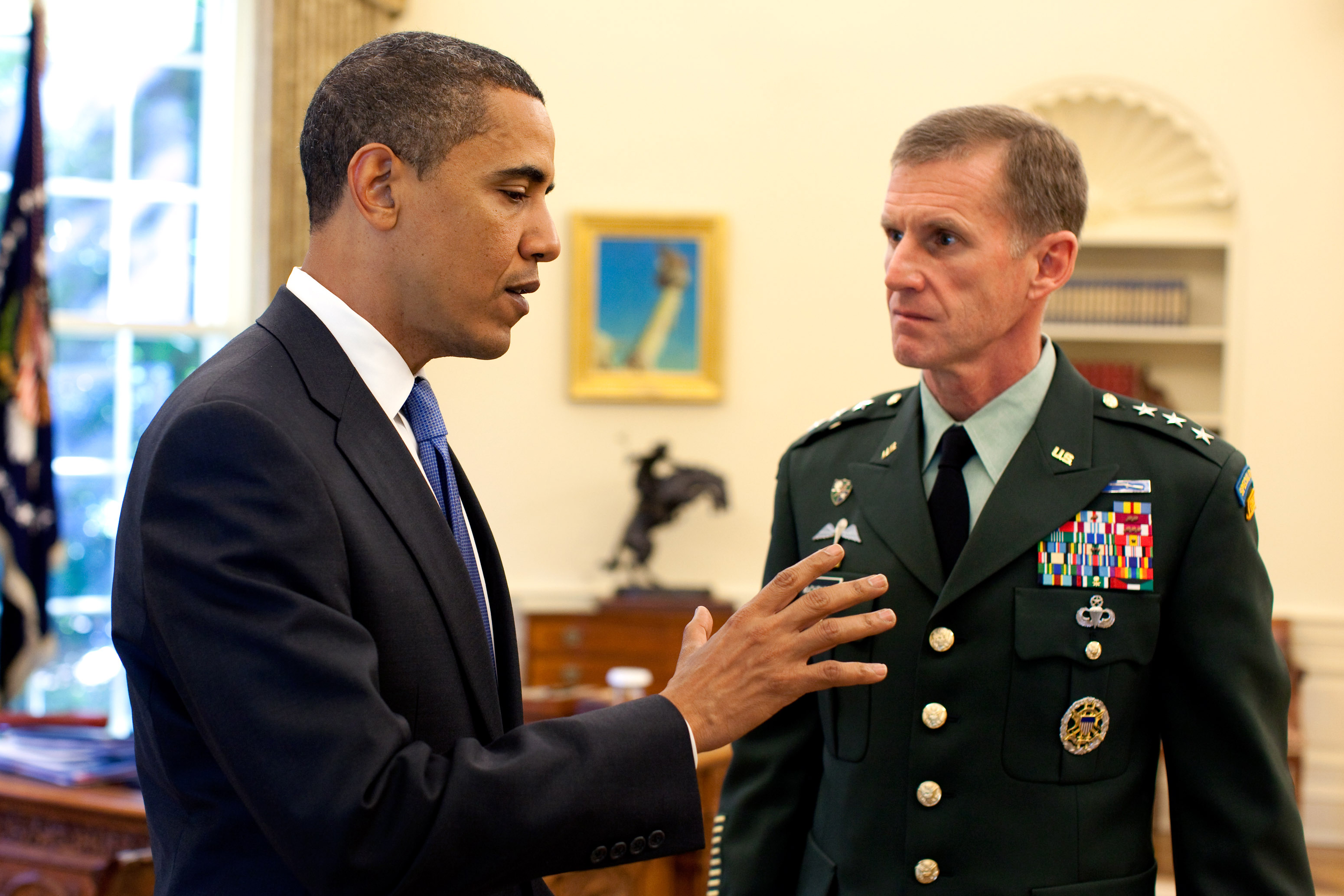
باراک اوباما و مک‌کریستال در مه ۲۰۰۹

مک‌مکریستال در ژوئن ۲۰۱۰ پس از انتقادات شدیدی که از مقامات ارشد سیاسی آمریکا مانند جو بایدن، جیمز جونز، ریچارد هالبروک و کارل آیکنبیری مطرح کرد به کشورش احضار شده و پس از دیدار با باراک اوباما از مقام خود استعفا داده و دیوید پتریوس جایگزین او شد.